# Laupin

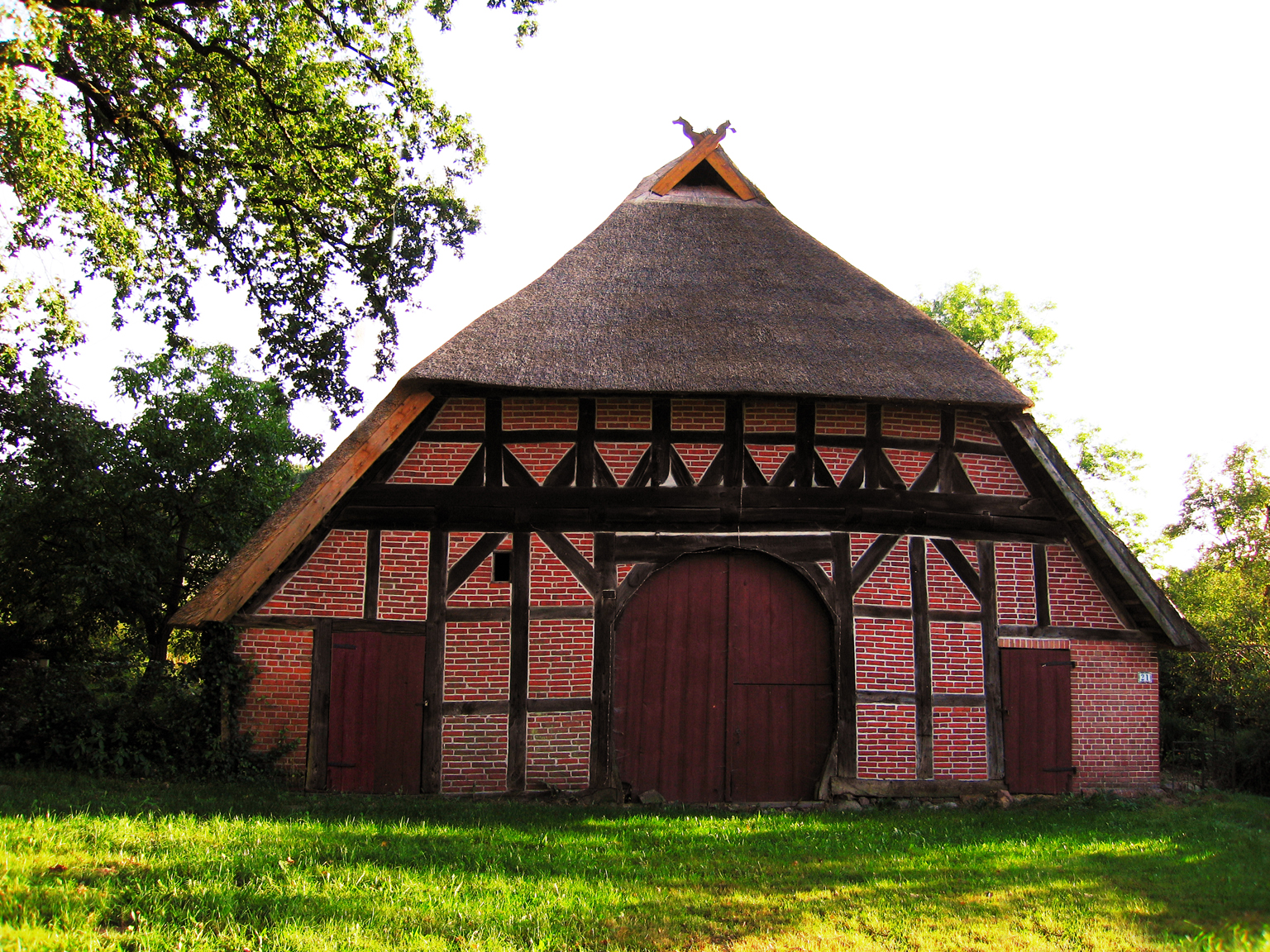
Fachwerkhaus von 1687 in Laupin

Laupin ist ein Ortsteil der Gemeinde Vielank im Landkreis Ludwigslust-Parchim in Mecklenburg-Vorpommern. Die Gemeinde Vielank gehört zum Amt Dömitz-Malliß.
Der Name leitet sich vom slawischen Wort „Lopen“, das bedeutet Klette, ab.
Das ursprüngliche Rundlingsdorf Laupin liegt zwischen Tewswoos und Leussow. Es wurde, wie viele Dörfer in der Region, im Dreißigjährigen Krieg niedergebrannt.
Am 1. Juli 1950 wurde Laupin in die Gemeinde Tewswoos eingegliedert.
Im Dorf befinden sich zwei der ältesten Fachwerkhäuser Mecklenburgs aus den Jahren 1651 und 1687.

## Sehenswürdigkeiten

### Baudenkmale
In der Liste der Baudenkmale in Vielank sind für Laupin fünf Baudenkmale aufgeführt.